# Пандавы
Панда́вы («потомки Панду») — протагонисты индуистского эпоса «Махабхарата»; пять воинов-братьев — сыновей царя Панду, правившего в Хастинапуре, и его двух жён Кунти и Мадри: Юдхиштхира, Бхима, Арджуна, близнецы Накула и Сахадева.

## Повествование
Так как на Панду лежало проклятие брахмана, грозившее ему смертью, если он вступит в половую связь со своими жёнами, Пандавы ради продолжения царского рода были зачаты царицами от богов. Согласно сказанию, мудрец Дурваса даровал Кунти возможность призывать любого из богов для обретения потомства. Так Кунти родила троих старших Пандавов: отцом Юдхиштхиры называют бога закона и справедливости Дхарму, отцом Бхимы — бога ветра Ваю. Арджуна был сыном Индры. Впоследствии Кунти по просьбе Панду передала этот дар младшей жене — Мадри. Рождённые Мадри близнецы Накула и Сахадева — сыновья близнечных божеств Ашвинов. Ещё до замужества Кунти, воспользовавшись даром, полученным от мудреца, родила героя Карну от бога солнца Сурьи. Карна рос подкидышем в чужой семье и стал непримиримым врагом Пандавов.
После смерти Панду царём державы Кауравов стал его старший брат Дхритараштра, ранее отстранённый от наследования из-за слепоты. Сто сыновей царя Дхритараштры — герои-Кауравы — с детства соперничали с Пандавами в борьбе за престол: сначала Бхиму пытались утопить, отравить, а затем всех пятерых братьев вместе с Кунти пытались сжечь в смоляном доме (Хотя обе группы двоюродных братьев — сыновья Панду и сыновья Дхритараштры — происходят от древнего царя Куру и имеют право на родовое имя Кауравов, сказание чаще всего называет так сыновей Дхритараштры). Скитавшиеся инкогнито Пандавы обрели общую жену царевну панчалов Драупади и получили от Дхритараштры половину царства, где благополучно правили много лет, покорив окрестные страны. Юдхиштхира справил обряд раджасуя и стал царём царей — властителем огромной империи.
Власть и богатство Пандавов не давали покоя старшему из братьев-Кауравов злокозненному Дурьодхане. Тогда дядя Дурьодханы, прожжённый игрок Шакуни предложил вызвать Юдхиштхиру на игру в кости и выиграть его царство. Так из-за зависти Кауравов царь Пандавов Юдхиштхира был вызван на игру в кости, и в ходе жульнической игры Пандавы снова лишились своего достояния и ушли в тринадцатилетнее изгнание (по мнению Й. А. Б. ван Бёйтенена, ритуальная игра в кости была необходимой частью жертвоприношения раджасуя, и Юдхиштхира не мог отказаться от приглашения). Когда срок изгнания истёк, Дурьодхана при поддержке Карны отказался вернуть Пандавам их долю царства, и распря завершилась кровопролитной восемнадцатидневной битвой. На стороне Пандавов сражался сам Кришна (он был колесничим у среднего из братьев — Арджуны), но ради победы благородным Пандавам не раз пришлось прибегать к нарушениям правил сражения, подлостям и обману. Так они одолели в битве непобедимых витязей, сражавшихся на стороне Кауравов: общего деда Пандавов и Кауравов Бхишму, общего наставника Дрону, могучего Карну и самого принца Дурьодхану. Борьба Пандавов и Кауравов — основа сюжета «Махабхараты». В битве Дхритараштра потерял всех своих сыновей.
После победы Юдхиштхира правил царством тридцать шесть лет, ни на день не переставая скорбеть о гибели родичей и друзей. Оставив престол внуку Арджуны Парикшиту, Пандавы с женой удалились в паломничество, на пути в горы умерли и вознеслись на небо.